# Jaime de Morais
Jaime Alberto de Castro de Morais ComTE • MOVM • GOC • ComA • ComSE • MPCE • MCC (Macedo de Cavaleiros, Chacim, 13 de Julho de 1882 — Niterói, Brasil, 20 de Dezembro de 1973), mais conhecido por Jaime de Morais, foi um médico e oficial da Armada Portuguesa que se distinguiu na oposição ao regime ditatorial saído do Golpe de 28 de Maio de 1926. Entre outras funções foi governador-geral de Angola e governador da Índia Portuguesa.

## Biografia
Nasceu em Chacim, Macedo de Cavaleiros, filho de Américo Augusto Pires de Morais e de sua mulher Margarida Cândida Pereira de Castro.
Concluiu em 1904 o curso de Medicina na Escola Médico-Cirúrgica do Porto. Ingressou em Setembro de 1905 na Armada Portuguesa como guarda-marinha destinado a seguir a carreira de médico naval.
Entre 1906 e 1910 esteve colocado na Divisão Naval do Atlântico Sul, estando em 1908 ao serviço da Estação Naval da Guiné, participando então na campanha conduzida pelo governador João Augusto de Oliveira Muzanty contra os povos Biafadas e Papéis da região de Bissau.
No desenvolvimento da sua carreira naval fez parte da guarnição de diversos navios de guerra, entre os quais o cruzador D. Carlos I (depois rebaptizado cruzador Almirante Reis), a canhoneira Dio, o transporte Salvador Correia e o vapor Liberal. Entretanto foi promovido a segundo-tenente em 1909 e a primeiro-tenente em 1910, ano em que regressou a Portugal.
Participou activamente na revolução que a 5 de Outubro de 1910 levou à implantação da República Portuguesa. Foi então nomeado secretário do capitão-de-mar-e-guerra Amaro Justiniano de Azevedo Gomes quando aquele oficial assumiu as funções de Ministro da Marinha e Colónias do Governo Provisório da República Portuguesa.
Em Janeiro de 1911 foi enviado para Luanda no cargo de secretário-geral do governo de Angola, mantendo-se nessas funções até Fevereiro do ano seguinte, regressando então a Lisboa.
Em Janeiro de 1914 foi nomeado governador do Distrito do Congo, na então colónia de Angola. Ao tempo, as populações do território que integrava aquela jurisdição estavam em plena insurreição contra o domínio colonial português, pelo que poucos dias após a sua chegada foi obrigado a assumir o comando de uma coluna militar destinada a subjugar as populações da área de São Salvador do Congo, Nóqui e Bembe.
Em Outubro daquele ano de 1914, conseguiu aprisionar o chefe indígena Buta, que liderava o movimento insurreccional, resultado do êxito nas operações militares que conduziu ao comando de uma força composta por 5 companhias de infantaria recrutadas entre os povos locais. Subjugada a insurreição, conseguiu proceder à ocupação do território do distrito e ainda de cerca de 40 000 km² nos distritos vizinhos de Cuanza Norte e de Malange.
Ao longo da sua permanência nas colónias portuguesas de África integrou como médico militar as forças portuguesas que conduziram algumas das chamadas campanhas de pacificação da Guiné e de Angola, durante as quais se salientou pela sua coragem e denodo.
Atingiu o posto de capitão-tenente em 1917, sendo em Setembro desse ano nomeado governador-geral interino de Angola, sucedendo no cargo ao governador-geral Pedro Massano de Amorim. Aquando da sua tomada de posse a situação em Angola era extremamente grave, pois em Maio daquele ano, as populações da região de Seles e de Angoche tinham-se revoltado em consequência dos esbulhos, as perseguições, as prepotências e injustiças praticadas pelos agricultores e comerciantes estabelecidos na região e a revolta alastrara a outras zonas.
Quando chegou a Angola, o seu antecessor, Massano de Amorim, tinha ido para o teatro de operações e com ajuda de forças do Bailundo esmagou a revolta nos últimos dias do seu mandato, pois embarcou em Outubro de 1917 para Lisboa, sendo demitido em Janeiro de 1918. Como governador interino, Jaime de Morais teve de conduzir a fase final das operações e extinguir os últimos focos de sublevação, o que conseguiu, prosseguindo com a ocupação de vastos territórios, sobretudo em Malange e Cuanza Norte.
Quando Sidónio Pais assumiu o governo, Jaime de Morais, que não podia concordar com as políticas do sidonismo, solicitou a demissão, mas apenas foi substituído a 15 de Setembro de 1918 por Filomeno da Câmara de Melo Cabral. Entretanto publicara uma portaria declarando findo o estado de guerra em Angola, onde apenas região dos Dembos permanecia sublevada.
Pouco tempo depois de ter regressado a Portugal, liderou, com Álvaro de Castro, Cunha Leal, António Granjo e Júlio Martins, o Movimento de Santarém, uma sublevação militar contra o governo levada a cabo a 10 de Janeiro de 1919.
Integrou as forças pró-republicanas que sob o comando do general Augusto César Ribeiro de Carvalho, no ano de 1919, derrotaram em Chaves a Monarquia do Norte.
A 17 de Abril de 1919 foi feito Comendador da Antiga e Muito Nobre Ordem Militar da Torre e Espada, do Valor, Lealdade e Mérito e a 13 de Junho de 1919 foi feito Comendador da Antiga, Nobilíssima e Esclarecida Ordem Militar de Sant'Iago da Espada, do Mérito Científico, Literário e Artístico.
Foi Governador da Índia Portuguesa entre Outubro de 1919 e Abril de 1925, data em que regressou a Portugal. O seu desempenho naquela colónia traduziu-se por uma administração exemplar, que mereceu a concordância dos meios coloniais portugueses. Conduziu uma política de normalização e de estabilização das relações com as populações locais e com as autoridades britânicas da vizinha Índia Britânica, obteve o equilíbrio orçamental da colónia e realizou uma política de fomento de grande fôlego.
A 5 de Outubro de 1922 foi feito Comendador da Ordem Militar de São Bento de Avis e a 14 de Outubro de 1925 foi feito Grande-Oficial da Ordem Militar de Nosso Senhor Jesus Cristo.
Após o seu regresso a Portugal fez parte de uma comissão nomeada pelo Ministério dos Negócios Estrangeiros para dar parecer sobre a mão-de-obra nas colónias e da comissão encarregada de determinar o investimento público feito nas colónias portuguesas para ser apresentado pela delegação portuguesa na Sociedade das Nações.
Após a implantação da Ditadura Nacional em 1926 ainda foi convidado por João Belo, o Ministro das Colónias do novo governo, para os cargos de governador do Banco de Angola e para alto comissário da República em Moçambique. Apenas aceitou, em Outubro de 1926, integrar o Conselho Superior das Colónias.  Pouco depois passou a liderar o movimento militar de oposição ao regime, participando em múltiplas acções do Reviralhismo, entre as quais na Revolta de 3 de Fevereiro de 1927, no Porto, de que foi um dos líderes.
Refugiou-se em Espanha, sendo julgado à revelia e demitido da Armada Portuguesa. A 1 de Maio de 1928, quando estava clandestinamente em Portugal, foi preso e, três dias depois, deportado para a ilha de São Tomé por pertencer a um comité revolucionário que conspirava contra o governo da Ditadura Nacional. Em Outubro daquele ano fugiu da ilha e exilou-se em França, país onde permanece até 1931. Após a instauração naquele ano da Segunda República Espanhola, instala-se em Madrid, constituindo com Jaime Zuzarte Cortesão e Alberto Moura Pinto, o Grupo de Madrid, que depois viria a ser conhecido pelo Grupo dos Budas.
Implicado no incidente do navio Turqueza que revelou uma operação de compra de armas e seu contrabando para os revolucionários portugueses, foi obrigado a partir para França, onde permanece até ao início da Guerra Civil Espanhola. Regressa então a Espanha onde em Novembro de 1936 foi um dos subscritores do manifesto de solidariedade dos emigrados portugueses para com os republicanos espanhóis que foi publicado no jornal El Sol, demarcando-se da posição do governo do Estado Novo.
Participa activamente nas reuniões de exilados políticos portugueses realizadas em Madrid e Paris, visando a fundação da Frente Popular Portuguesa e por várias vezes visita clandestinamente Portugal com o objectivo de contactar grupos revolucionários civis e militares.
Durante a Guerra Civil Espanhola esteve em Barcelona como repórter do jornal UNIR, órgão da Frente de Portugueses Exilados. Nesse período giza o chamado Plano L (1938) com vista à invasão de Portugal, por terra e mar, com o apoio dos republicanos espanhóis. O plano gorou-se com a derrota dos republicanos.
No fim da guerra civil, foi feito prisioneiro e internado num campo de concentração espanhol. Libertado, atravessou clandestinamente a França, país onde desde 1935 existia um mandato de prisão contra ele em resultado do contrabando de armas. Refugiou-se na Bélgica, de onde partiu para França resolvida a questão judicial existente contra ele.
Fixado em Paris, em Setembro de 1939, quando se desencadeou a Segunda Guerra Mundial, em companhia de Agatão Lança, entregou na embaixada de Portugal em Paris uma declaração assinada pelo antigo Presidente da República, Bernardino Machado, em nome dos republicanos portugueses exilados em França, afirmando os sentimentos de solidariedade dos emigrados com todos os portugueses, sem distinção de partidos.
Em 1940, em resultado da tomada de Paris pelo exército da Alemanha Nazi, tentou entrar clandestinamente em Portugal pela fronteira de Vilar Formoso, mas foi preso e expulso do território nacional, partindo para o exílio no Brasil.
Durante a realização da Conferência de São Francisco, em 1945, foi aceite como observador em representação dos portugueses exilados no Brasil, desenvolvendo, sem sucesso, uma vigorosa campanha junto da comunidade internacional contra o regime do Estado Novo.
Apesar de amnistiado em 1950, e reintegrado no posto de capitão-tenente na situação de reforma, apenas visitou Portugal em 1952 pois fixou-se no Brasil, onde se dedicou ao comércio. Manteve sempre a sua acção como opositor ao salazarismo.
Faleceu em Niterói a 20 de Dezembro de 1973, poucos meses antes da queda do regime corporativista em Portugal.
Jaime de Castro Morais foi condecorado com a comenda da Ordem da Coroa da Bélgica (pelos serviços prestados ao Congo Belga).
Recebeu a Medalha Militar de Prata de Comportamento Exemplar e a Medalha Comemorativa das Campanhas da Guiné 1908. Era também detentor da Medalha de Ouro de Valor Militar com Palma por serviço em campanha, da Medalha de Ouro da Campanha do Congo (1914-1917) e da Medalha de Ouro da Campanha de Angola (1915-1918).
Fez parte da Maçonaria, tendo sido iniciado em 1909 na Loja Independência Nacional, em Luanda, com o nome simbólico de Saint Just.